# Kościół Narodzenia Najświętszej Maryi Panny w Szynwałdzie
Kościół Narodzenia Najświętszej Maryi Panny w Szynwałdzie – rzymskokatolicki kościół parafialny należący do parafii pod tym samym wezwaniem (dekanat Łasin diecezji toruńskiej).
Jest to świątynia gotycka wzniesiona na początku XIV wieku. W 1594 roku kościół został przebudowany. Budowla posiada elewację murowaną z cegły w układzie gotyckim z późnorenesansową kaplicą. Korpus nawowy został wzniesiony na planie zbliżonym do kwadratu, z czterokondygnacyjną wieżą od strony zachodniej, dobudówką od strony południowej oraz trójbocznie zamkniętym, niższym i węższym prezbiterium od strony wschodniej. Do południowego boku prezbiterium jest dostawiona przybudówka, która pełni rolę zakrystii, kruchty bocznej na dole i dawnej loży kolatorskiej. Do elewacji północnej jest dobudowana kwadratowa kaplica. Cała świątynia jest oskarpowana dwuskokowo.